# The White Moll
The White Moll er en amerikansk stumfilm fra 1920 af Harry Millarde.

## Medvirkende
- Pearl White som Rhoda
- Richard Travers
- Jack Baston
- Walter P. Lewis
- Eva Gordon
- John Woodford som Michael
- George Pauncefort
- Charles Slattery som Henry
- John P. Wade
- William Harvey som Skinny
- Blanche Davenport